# Stenhypena
Stenhypena là một chi bướm đêm thuộc họ Erebidae. Loài này được George Hampson mô tả khoa học năm 1895. Cá thế đầu tiên được phát hiện ở Sri Lanka.

## Các loài
- Stenhypena adustalis (Hampson, 1893) (Sri Lanka, Đài Loan)
- Stenhypena albopunctata (Bethune-Baker, 1908) (Úc, Papua New Guinea và Indonesia)
- Stenhypena costalis (Wileman & South, 1916) (Đài Loan)
- Stenhypena longipennis (Owada, 1982) (Nhật Bản)
- Stenhypena maculifera (de Jonas, 1929) (Việt Nam)
- Stenhypena nigripuncta (Wileman, 1911) (Nhật Bản)
- Stenhypena linpingia (Berio, 1977) (Trung Quốc)